# Großsteingrab Raben Steinfeld
Das Großsteingrab Raben Steinfeld war eine megalithische Grabanlage der jungsteinzeitlichen Trichterbecherkultur bei Raben Steinfeld im Landkreis Ludwigslust-Parchim (Mecklenburg-Vorpommern).

## Lage
Das Großsteingrab befand sich nordöstlich von Raben Steinfeld in einem Waldstück am Rand eines Waldwegs. Etwa 3 km nördlich liegt das Großsteingrab Görslow.

## Beschreibung
Die Reste des Grabes wurden 1981 durch Erika und Detlev Nagel untersucht. Dabei wurde eine Hügelschüttung mit einer Länge von 18 m, einer Breite von 9 m und einer erhaltenen Höhe von 0,5 m festgestellt. Die Grabkammer war vollständig zerstört, ihr Typ konnte nicht mehr ermittelt werden. An Funden konnten mehrere Feuerstein-Abschläge und Wandungsscherben gefunden werden, die nur allgemein als urgeschichtlich eingeordnet werden konnten.